# PAS Téhéran Football Club
 (mai 2019).
Si vous disposez d'ouvrages ou d'articles de référence ou si vous connaissez des sites web de qualité traitant du thème abordé ici, merci de compléter l'article en donnant les références utiles à sa vérifiabilité et en les liant à la section « Notes et références ».
Maillots
Le PAS Téhéran Football Club (en persan : باشگاه فوتبال پاس تهران), plus couramment abrégé en PAS Téhéran, est un ancien club iranien de football fondé en 1963 et disparu en 2007 et basé à Ekbatan, quartier de la ville de Téhéran , la capitale du pays.

## Histoire
Mehrdad Minavand y a joué en 1994.
Le club est dissous en 2007 pour donner naissance au Pas Hamadan.

## Palmarès
| Compétitions nationales                                                                                  | Compétitions internationales                                                                             |
| --- | --- |
| - Championnat d'Iran (7) : - Champion : 1966-67, 1967-68, 1975-76, 1976-77, 1990-91, 1991-92 et 2003-04. | - Ligue des champions de l'AFC (1) : - Vainqueur : 1992-93. - Coupe afro-asiatique : - Finaliste : 1993. |

## Personnalités du club

### Présidents
- Ferydoun Sadeghi (1963 - 1980)
- Karim Mallahi (1980 - 1990)
- Nasser Shafagh (1990 - 2000)
- Mostafa Ajorloo (2000 - 2006)
- Hashem Ghiasi (2006 - 2007)

### Entraîneurs
| - Mehdi Asadollahi (1963 - 1972) - Hassan Habibi (1972 - 1978) - Homayoun Shahrokhi (1978 - 1980) - Mehdi Monajati (1980 - 1989) - Firouz Karimi (1989 - 1993) - Mehdi Monajati (1993) - Ebrahim Ghasempour (1993 - 1996) - Firouz Karimi (1996 - 1997) - Ebrahim Ghasempour (1997) - Bijan Zolfagharnasab (1997 - 1999) | - Mahmoud Yavari (1999) - Ebrahim Ghasempour (1999 - 2000) - Hossein Faraki (2000) - Farhad Kazemi (2000 - 2001) - Firouz Karimi (2001) - Homayoun Shahrokhinejad (2001 - 2003) - Majid Jalali (2003 - 2004) - Mustafa Denizli (2004 - 2006) - Majid Jalali (2006) - Homayoun Shahrokhinejad (2006 - 2007) |

### Anciens joueurs
- Hossein Kazerani
- Mohammad Nosrati
- Mohamed Sadeghi

## Galerie

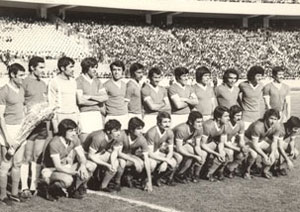
Équipe du PAS dans les années 1970 avant un match de championnat